# Château Cissac
Château Cissac est un cru bourgeois du Médoc en France, situé sur la commune de Cissac-Médoc, qui produit un vin rouge sous l’AOC haut-médoc.
Le château est possédé par la famille Vialard.